# Robert Eugène des Rotours
Pour les articles homonymes, voir Rotours.
Robert Eugène des Rotours, 4e baron des Rotours (de Chaulieu), né le 23 octobre 1833 au château d'Aniche (Nord) et mort le 28 mars 1895 à Paris 7e (Seine) est un homme politique français.

## Biographie
Licencié en droit le 24 juillet 1854, il est nommé conseiller de préfecture en 1861. Maire d’Avelin (1868-1888) après son père Alexandre des Rotours, la mort de son père lui ouvre l'accès du Corps législatif, élu, avec l'appui du gouvernement, député de la 3e circonscription du Nord en 1868.
Le 8 février 1871, il est élu représentant du Nord à l'Assemblée nationale.
Réélu député dans la 4e circonscription de Lille, le 20 février 1876 il reste député de cette circonscription jusqu'à sa mort. Il est maire d'Avelin de 1868 à 1888 et conseiller général du Nord du Canton d'Orchies) de 1868 à sa mort.
Il épouse, à Paris le 10 mai 1859 Emma van den Hecke de Lambeke, née à Gand le 22 février 1833, décédée au château de Mérignies le 28 septembre 1906. Le couple a un fils Raoul Gabriel Ghislain des Rotours.
À la suite du mariage de leur fils, en 1886, Eugène et Emma des Rotours lui laissent le château d’Avelin et achètent, le 28 septembre 1889, le château de la Rosée à Mérignies. Peu de temps après son installation, il est élu maire de Mérignies, puis conseiller général du canton d’Orchies.
Il meurt à Paris 7e le 28 mars 1895,.